# Conflits de l'Empire
 (signalé en mai 2025).
Si vous disposez d'ouvrages ou d'articles de référence ou si vous connaissez des sites web de qualité traitant du thème abordé ici, merci de compléter l'article en donnant les références utiles à sa vérifiabilité et en les liant à la section « Notes et références ».
- Archive Wikiwix
- Bing
- Cairn
- DuckDuckGo
- E. Universalis
- Gallica
- Google
- G. Books
- G. News
- G. Scholar
- Persée
- Qwant
- (zh) Baidu
- (ru) Yandex
- (wd) trouver des œuvres sur Wikidata

Les conflits de l'Empire sont les conflits qui ont marqué l'histoire militaire et politique de l'empire du Brésil. 
Il s'agit d'une période de troubles intenses dans l'histoire des conflits latino-américains, qui se termine, le 15 novembre 1889, par un coup d'État qui met en place la République. Cependant, ce coup d'État n'amène pas la stabilité au Brésil, qui connaît désormais les conflits de la Période républicaine.